# Estíbaliz Martínez
Estíbaliz Martínez Yerro (Vitoria, 9 maggio 1980) è un'ex ginnasta spagnola di origine basca.

## Palmarès

### Olimpiadi
- 1 medaglia:
  - 1 oro (Atlanta 1996 nel concorso a squadre)

### Mondiali
- 5 medaglie:
  - 2 ori (Vienna 1995 nel gruppo - 3 palle e 2 nastri; Budapest 1996 nel gruppo - 3 palle e 2 nastri)
  - 3 argenti (Vienna 1995 nel gruppo - concorso generale; Vienna 1995 nel gruppo - 5 cerchi; Budapest 1996 nel gruppo - concorso generale)

### Europei
- 3 medaglie:
  - 1 argento (Praga 1995 nel gruppo - 3 palle e 2 nastri)
  - 2 bronzi (Praga 1995 nel gruppo - concorso generale; Praga 1995 nel gruppo - 5 cerchi)